# Kwongan

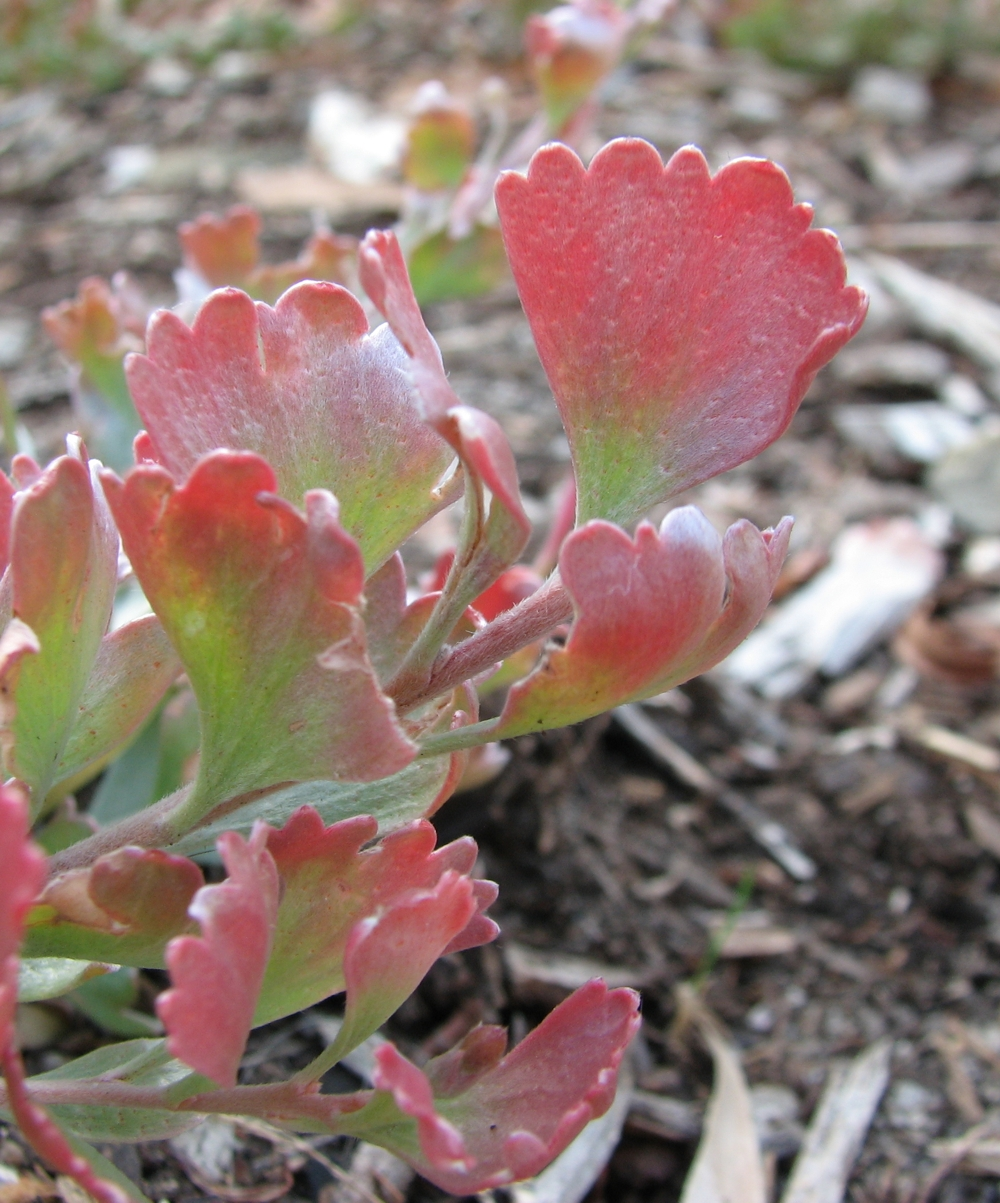
El Adenanthos cuneatus es una planta característica del kwongan

Kwongan es una comunidad vegetal que se encuentra en el suroeste de Australia Occidental. El nombre es un término aborigen Bibbelmun (Noongar) de amplio uso geográfico definido por Beard (1976) como un 'tipo de país ... [que es] arenoso y abierto sin árboles del tamaño de madera pero con una vegetación matorral. Consiste en llanuras en un sentido australiano de campo abierto más que en un sentido estricto de campo plano... hay dos formaciones vegetales principales en el kwongan, matorrales brezales y matorrales de arbustos... ambos... son matorrales esclerófilos y poseen una cierta unidad cuando se los compara con bosques y comunidades de estepas y estepas suculentas.' Este término ha reemplazado a otros aplicados por los botánicos europeos como sand-heide (Diels 1906) o sand heath (Gardner 1942), dando prioridad al idioma de las personas que han vivido continuamente en el suroeste durante más de 50.000 años. La evidencia arqueológica reciente muestra la ocupación del Kwongan durante al menos 25.500 años.
Por lo tanto, la palabra kwongan ha vuelto a ser de uso común para la vegetación de matorrales y el campo asociado de la región florística del suroeste de Australia, equivalente a los fynbos de Sudáfrica, el chaparral de California, el maquis de Francia y el matorral de Chile como se ve en estas otras regiones del mundo que experimentan un clima mediterráneo.

## Conservación
Científicos de la Universidad de Australia Occidental propusieron la región para ser nombrada como Patrimonio Mundial.